# Římskokatolická farnost Olbramovice u Moravského Krumlova
Římskokatolická farnost Olbramovice u Moravského Krumlova je územní společenství římských katolíků s farním kostelem svatého Jakuba Staršího v moravskokrumlovském děkanství.

## Historie farnosti
Obec je uvedena v seznamu obcí olomouckého biskupství z roku 1063. Fara stávala v obci již v polovině 13. století. Letopočet ve věži kostela udává rok 1564, zřejmě dostavby.

## Duchovní správci
Farářem je R. D. Jan Fiala.

## Bohoslužby
| Kostel                  | Místo       | Bohoslužba (den) | Hodina | Poznámka     |
| ----------------------- | ----------- | ---------------- | ------ | ------------ |
| svatého Jakuba Staršího | Olbramovice | neděle           | 10.00  | farní kostel |

## Aktivity farnosti
Dnem vzájemných modliteb farností za bohoslovce a bohoslovců za farnosti brněnské diecéze je 11. listopad. Adorační den připadá na nejbližší neděli po 25. srpnu.
Ve farnosti se pravidelně koná tříkrálová sbírka. V roce 2016 se při ní vybralo v Olbramovicích 5 696 korun, v Kubšicích 3 613 korun.